# El Magisterio Balear
El Magisterio Balear és una publicació pedagògica setmanal, editada en castellà a Palma, Mallorca, entre el gener de 1873 i el setembre de 1936.
Aquesta revista constituïa l'òrgan de l'Associació de Mestres de Primera Ensenyança de Balears i fou la continuació de El Fomento Balear. El director era el president de l'associació i el seu objectiu era difondre articles teòrics, tant dels membres de l'associació com d'altres indrets de l'Estat, i legislació sobre educació. La seva història es pot dividir en tres èpoques:
- Primera època (1873-1900). Fou dirigida per Antoni Umbert, Joan Oliver, Antoni Vadell, Bartomeu Danús, Maties Bosch, Dionisi Vidal, Jeroni Castaño i Bartomeu Terrades. Els primers mesos, entre gener i setembre, fou de periodicitat desenal i se subtitulà Periódico de Primera Enseñanza (1873-92). A partir de 1885 incorporà notícies estrangeres. Entre 1892 i 1900 se subtitulà Periódico semanal de Primera Enseñanza.
- Segona època (gener-juliol 1900). En fou director Francesc Sancho Deusa.
- Tercera època (octubre 1900-setembre 1936). En foren directors Sebastià Font, Joan Capó i Valls de Padrines i Francesc Rosselló Garí. Començà a incorporar algunes il·lustracions. Inicialment se subtitulà Semanario de Primera Enseñanza i durant la II República Órgano de los maestros de Primera Enseñanza de esta província.[1]